# Acroporium angustum
Acroporium angustum är en bladmossart som beskrevs av Brotherus 1925. Acroporium angustum ingår i släktet Acroporium och familjen Sematophyllaceae. Inga underarter finns listade i Catalogue of Life.